# ショート ベルファスト

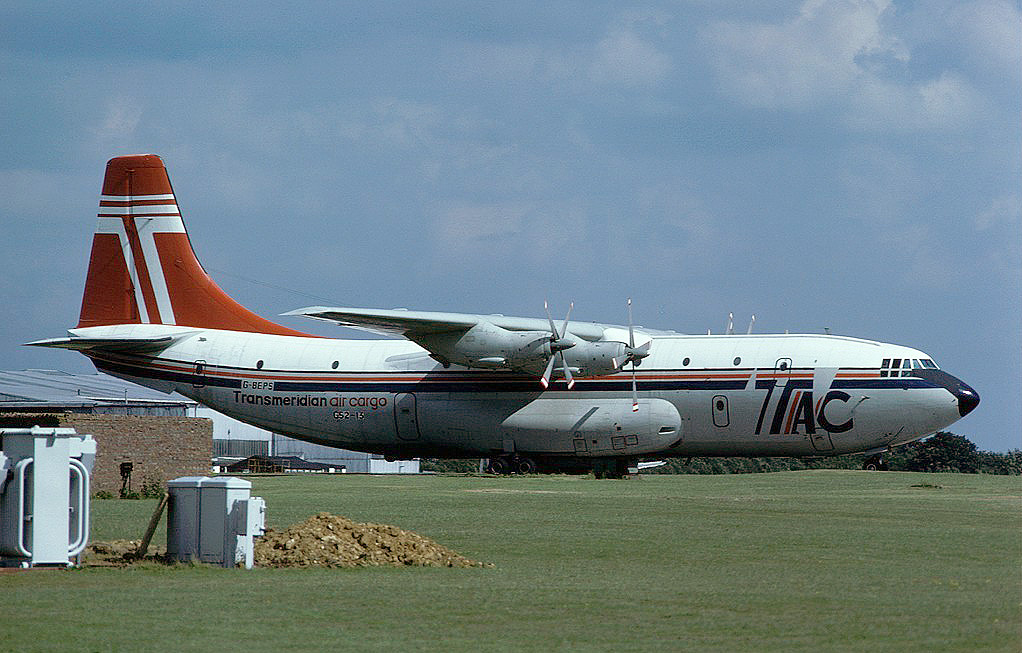
トランスメリディアン・エア・カーゴのベルファスト

ショート ベルファスト（Short Belfast）はイギリスのショート社が開発した、ターボプロップ4発輸送機である。初飛行は1964年。当時イギリス空軍が運用した中で最も能力が高い輸送機であったが、防衛費削減の影響を受けわずか10機しか生産されなかった。

## 開発
1959年にイギリス空軍向けの長距離戦略輸送機の仕様に、ショート社が応募、受注したのがベルファストである。ショート社は、当時下請け生産していたブリストル ブリタニアをベースにすることにより、開発期間の短縮化と開発経費の削減を狙っていた。試作第1号機は1964年1月5日に初飛行し、この時914mという短い滑走距離で離陸している。
機体は主翼、尾翼、エンジンはブリタニアの物をそのまま流用し、新規設計の胴体と組み合わせた。この胴体は直径約5メートルあり、30トン以上の貨物か150名の兵員を搭載することが可能だった。胴体後部には大型の貨物搭載用の扉を設けていた。また、主翼の配置は高翼式とし、降着装置の脚柱を短くすることにより、貨物の積み下ろしを容易にしていた。

## 運用史
当初は民間航空会社にも売り込まれたが関心を得られず、イギリス空軍のみが採用した。イギリス空軍では当初本機を30機調達することを予定して、1966年から部隊配備を開始した。しかし、配備の直前になって労働党政権による防衛費削減の影響により、発注は10機に削減されてしまった。配備されたのは第53飛行隊だけで、同部隊はその後も続いた防衛費削減の方針により1976年9月に解隊されてしまい、本機は実戦に参加することなくイギリス空軍から姿を消した。イギリス空軍を退役した機体の内3機（5機という文献もあり）は、民間の大型機専門の輸送会社に払い下げられた。その内1機は、さらにオーストラリアの航空会社に転売された。
この結果、その後勃発したフォークランド紛争では大型輸送機が致命的に不足する事態が起き、ベルファストの引退は近視眼的なものであったことが露呈した。紛争終結後イギリス空軍は失った戦略輸送能力を埋めるべくロッキード トライスターの導入に踏み切り、以降もC-17やエアバス A400Mといった戦略輸送機を導入し続けている。

## 運用国

### 軍事運用
- イギリス：イギリス空軍
  - イギリス空軍第53飛行隊 No. 53 Squadron RAF

### 民間運航
- オーストラリア：ヘビーリフト・カーゴ航空 HeavyLift Cargo Airlines
- イギリス：TAC ヘビーリフト
  - トランスメリディアン・エア・カーゴ Transmeridian Air Cargo

## スペック
- 全長：41.58 m
- 全幅：48.4 m
- 全高：14.33 m
- 翼面積：229.09 m2
- 自重：57,606 kg
- 最大離陸重量：104,326 kg
- 乗員：4名　兵員150名
- 発動機：ロールス・ロイス タイン RTy.12 Mk.101 ターボプロップエンジン 5,730 hp ×4
- 最高速度：566 km/h
- 航続距離：8,528 km (最大)
- 実用上昇限度：9,144 m